# Bauán
Bauán es un municipio de primera categoría en la provincia de Batangas, Filipinas. Según el censo del año 2010,  tiene una población de 81,351 personas.

## Barrios
Bauán está administrativamente dividida en 40 barangays. El barrio San Teodoro fue creado en 1953 tomando parte del territorio de Pook ng Buhangin, del Barrio Ilat y el parte de Cupang, del Barrio Gelerang Kawayan. En 1954, lo que era Jipit en el barrio de San Antonio fue convertido en el barrio de Sto. Niño, mientras Pook ni Banal en el Barrio de Malaking Pook se convirtió en el barrio de Pook ni Banal. Al año siguiente, Pinagcurusan del barrio Maricaban y lo que era Pinagcurusan en el barrio Tingloy se convirtieron en el barrio San José, mientras Pirasan en barrio Payapa pasó a ser el barrio de San Juan. En 1956 porciones de San Andrés y Bolo fueron separadas para formar el barrio de San Miguel. En el ´57, Puting Buhangin del barrio Magalanggalang se convirtió en el barrio Orense.[unreliable Fuente?

### Disputas extraterritoriales
El territorio del sistema Marino global ocupa una parte del Barrio San Roque. Es también un enclave dentro de Barrio San Andrés 1. Existen disputas portuarias internacionales entre la frontera de Barangay San Andrés 1 y San Roque, debido a una porción de tierra de ICTSI que se encuentra dentro de San Andrés 1. Esto está verificado por residentes del Ilaya, de San Andrés 1. Actualmente, los residentes no saben cuál es la frontera exacta entre los dos barrios.[cita requerida]

### Eventos notables
Un remolcador se hundió el 8 de noviembre de 2013 en las cercanías de Aplaya, en Bauán, Batangas durante el Tifón Haiyan, que asesinó a uno de los 8 tripulantes a bordo.
Ya el 3 de junio de 2011, un tornado de granizada devastó Bauán y sus municipios cercanos como, San Pascual, Taal, etc.

## Milagros y atribuciones religiosas

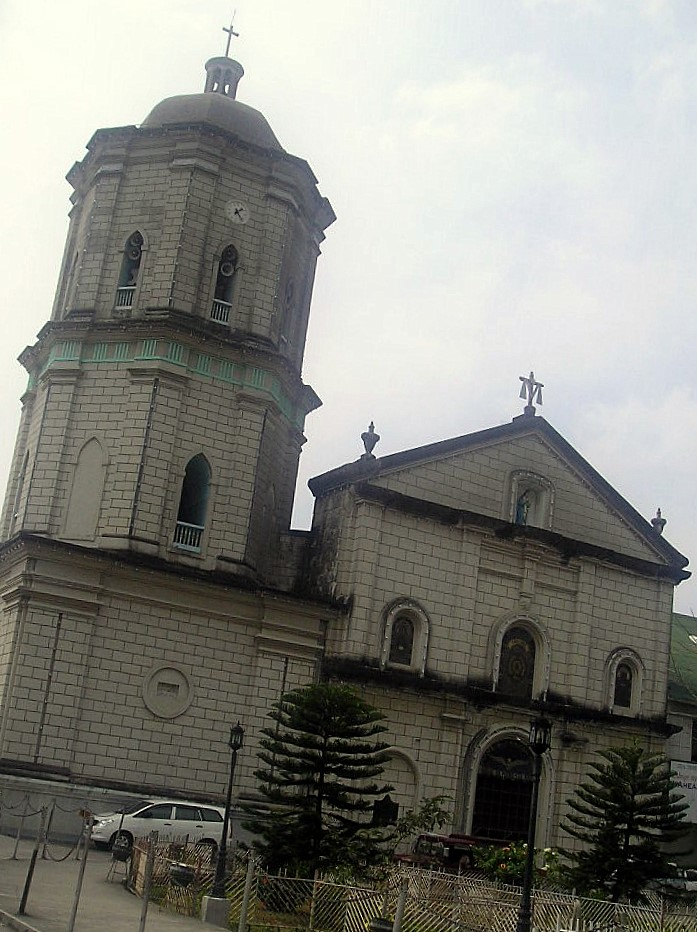
Iglesia católica en Bauán

La misión de Bauán fue fundada por Taal en 1590 y fue administrada por los agustinos desde 1596,  cuándo la primera iglesia estuvo construida en la pendiente de Mt. Maculot, a lo largo de las orillas del sur del Taal Lago hasta el fin del siglo XIX. Otra iglesia fue construida en 1667 probablemente bajo la supervisión de Fr. José Rodríguez (OSA) cuándo fue reubicada a Durungao. La iglesia fue otra vez reubicada en Lonal (o Loual) en 1671 por Fr. Nicolás de Rivera (OSA) quién probablemente realizó una nueva construcción.La última mudanza fue en 1692 (o 1690) hasta el lugar donde se encuentra actualmente, durante la administración de Fr. Simón Martínez (OSA) quién probablemente reconstruyó a nueva la iglesia luego de los destrozos que ocasionó el tifón de 1694. Fr. Ignacio Mercado (OSA) estuvo al frente de ésta, ya reconstruida de 1695 a 1697. La iglesia otra vez padeció daños y fue reemplazada por una estructura de piedra durante la administración de Fr. Blas Vidal (OSA) de 1700 a 1710. Fr. José Vitoria (OSA) comenzó a construir la iglesia actual en 1762 y la reconstrucción duró hasta 1856, durante las administraciones de Fr. José Trevino (OSA) y Fr. Hipólito Huerta (OSA). Finalmente se terminó bajo la supervisión de Fr. Felipe Bravo (OSA) en 1881. Hasta que en 1894 las decoraciones finales estuvieron supervisadas por Fr. Moisés Santos (OSA) y Fr. Felipe García (OSA). Por ello se dice que la iglesia es la obra más artística de la provincia de Batangas durante aquel tiempo. Padre Bravo era también un botánico inminente quién levantó un museo de historia natural y libros raros recuperados, que estuvieron perdidos cuándo la iglesia fue consumida por el fuego durante la revolución filipina en contra España en 1898. La iglesia fue probablemente reconstruida y otra vez destruida por el fuego en 1938. Ha sido restaurada desde entonces.
Cinco años después de que se estableció  la misión eclesiástica de Bauán, una cruz gigantesca hecha de anubing, una fuerte madera local fue encontrada en un dingin  (un sitio de adoración) cercano a la ciudad de Alitagtag. Se dice que aquello protegió a las personas de Bauán de pestes, langostas, sequías, erupciones volcánicas, y peleas con los Moro . Basado en un documento encontrado en los archivos de la Catedral de Bauán, en 1790, Castro y Amoedo declararon que la cruz fue construida en 1595 de un poste muy fuerte de una casa derribada y levantada en el pueblo de Alitagtag para espantar una peste de fantasmas. La cruz fue descrita como de 2.5 metros de altura por un 1-metro de ancho. Sobre la intersección de los brazos de la cruz posee un sol dorado con cara y rayos radiantes. También se decía que la cruz se usaba para caminar por el pueblo (quizás mientras se espantaba a los fantasmas) y que brotaba agua de uno de sus brazos.
Los milagros atribuidos a la cruz atrajeron muchos devotos y por ello se decidió moverla a la iglesia parroquial más grande de Bauán.  Aun así, un sacerdote intentó llevar la cruz a su iglesia en la ciudad capital de Taal pero le fue impedido porque "el cielo comenzó a nublarse, empezó a tronar y emitir terribles relámpagos" La cruz fue disminuyendo su tamaño porque los devotos fueron sacando pequeños fragmentos de la cruz para construir pequeñas piezas, réplicas en miniatura para ser usadas en collares. Fr. Manuel de Zamora fue acusado por haber cortado más de 1/3 del pie de la cruz (tal vez destinado a realizar más réplicas en miniaturas) y distribuido en Manila donde se informó de un número de milagros. Lo que quedó es lo que hoy es venerado en la iglesia de Bauán.
La ciudad, la iglesia, y la cruz fueron más tarde trasladadas a un sitio llamado Dungarao para huir de las erupciones violentas de Taal Volcán, entonces Loual (o Lonal), en un sitio no identificado en 1689, y finalmente a su sitio presente cerca el mar en 1690 o probablemente 1692. Hoy, las personas de Bauán rinden homenaje a la cruz a través del Subli. Se dice que el Subli precedió al cristianismo  en las Filipínas y es de hecho un pre-ritual religioso de la era española. Las personas todavía van al dingin o sambahan (dónde la cruz fue levantada) para rezar.

## Personas famosas
- Edrilyn Magboo Ocampo también conocida como "Erin Ocampo",  es una artista estrella de la magia de ABS-CBN Red. Creció en un pequeño barrio de Tan-es con sus abuelos.
- Asociar Justicia Cecilia Muñoz Palma. Es un miembro formador de la Justicia del Tribunal Supremo de las Filipinas y Presidente de la Convención Constitucional de 1987.
- Juez ejecutivo Voltaire Ylagan Rosales. Juez Rosales fue un juez incorruptible que luchó contra los vendedores de drogas para proteger a los pobres y necesitados.. Ha sido reconocido por diferentes organizaciones alrededor de las Filipinas, incluyendo el Ateneo de laUniversidad de Manila y la Universidad De La Salle por su batalla briosa en contra de la criminalidad.
- Webster Marlo de la Rosa Gamier. Es un Freemason, miembro de Malinaw.

## Lectura complementaria
- Thomas R. Hargrove, The Mysteries of Taal: A Philippine Volcano and Lake, Her Sea Life and Lost Towns